# Litoria bicolor
A Litoria bicolor a kétéltűek (Amphibia) osztályának békák (Anura) rendjébe és a levelibéka-félék (Hylidae) családjába tartozó faj.

## Előfordulása
A faj Ausztrália endemikus faja, az ország északi részén az  Északi területtől Queensland államig fordul elő. Létezik egy populáció Indonézia Aru szigetein, de további genetikai vizsgálatok szükségesek annak eldöntésére, hogy ez a Litoria bicolor fajhoz tartozik-e.

## Megjelenése
The Litoria bicolor kis méretű, karcsú békafaj, egyedeinek hossza 30 mm. Hátának színe zöld, melyet a válltól az ágyékig húzódó bronzszínű csík határol. Fehér színű sáv húzódik a felső ajaktól ugyancsak az ágyékig. Hasa szemcsés, fehér vagy halványsárga. Szivárványhártyája arany színű, a hallószerv külső része jól elkülönül. Az ágyék és a combok környéke narancs színű. A mellső láb ujjain némi úszóhártya látható, a hátsó lábakéi háromnegyed részt hártyázottak.

## Viselkedése
Legnagyobb számban réteken és mocsaras területeken fordul elő, de megtalálható állandó és időszakos patakokban, holtágakban és ártereken. A párzás a nyári esők beköszöntével veszi kezdetét, a nőstény 10–20 petét rak a vz alatti növényzetre. Az ebihalak kifejlődése 70–80 nap alatt zajlik le.